# Ісаківська сільська рада (Володарсько-Волинський район)
Ісаківська сільська рада — колишня адміністративно-територіальна одиниця та орган місцевого самоврядування у Фасівському і Володарсько-Волинському (Володарському) районах Коростенської й Волинської округ, Київської та Житомирської областей Української РСР з адміністративним центром у селі Ісаківка.

## Населені пункти
Сільській раді на час ліквідації були підпорядковані населені пункти:
- с. Ісаківка
- с. Фонтанка

## Населення
Кількість населення ради, станом на 1923 рік, становила 1 119 осіб, кількість дворів — 178.

## Історія та адміністративний устрій
Створена 1923 року в складі сіл Ісаківка, Старий Бобрик та колоній Томашівка і Фонтанка Фасівської волості Житомирського повіту Волинської губернії. 7 березня 1923 року увійшла до складу новоствореного Фасівського району Коростенської округи.
12 січня 1924 року кол. Томашівка передано до складу Емилівської сільської ради Фасівського району. 30 жовтня 1924 року, відповідно рішення Волинської ГАТК «Про виділення та організацію національних сільрад», с. Старий Бобрик виділене до складу новоствореної Старобобрицької польської національної сільської ради. 23 вересня 1925 року, відповідно до постанови ВУЦВК та РНК УСРР «Про зміни в адміністративно-територіальному поділі Житомирської та Коростенської округ», сільську раду передано до складу Володарського (згодом — Володарсько-Волинський) району Волинської округи.
Станом на 1 вересня 1946 року сільська рада входила до складу Володарсько-Волинського району Житомирської області, на обліку в раді перебували села Ісаківка, Фонтанка та селище залізничної станції Турчинка.
11 серпня 1954 року, відповідно до указу Президії Верховної ради УРСР «Про укрупнення сільських рад по Житомирській області», об'єднана з Турчинською сільською радою; внаслідок їх злиття утворено Новоборівську сільську раду Володарсько-Волинського району Житомирської області.